# Tanlay
Tanlay là một xã trong tỉnh Yonne, thuộc vùng hành chính Burgund của nước Pháp, có dân số là 1.172 người (thời điểm 1999).

## Nhân khẩu học
| 1962  | 1968  | 1975  | 1982  | 1990  | 1999  |
| ----- | ----- | ----- | ----- | ----- | ----- |
| 1 040 | 1 182 | 1 190 | 1 195 | 1 105 | 1 172 |